# Mistrzostwa Świata w Podnoszeniu Ciężarów 2013 (62 kg mężczyzn)
62 kg mężczyzn – jedna z konkurencji rozgrywanych podczas Mistrzostw Świata w Podnoszeniu Ciężarów 2013. Rywalizacja w tej konkurencji odbyła się 22 października.

## Rekordy świata
| Konkurencja | Wynik  | Zawodnik    | Data                     | Miejsce |
| ----------- | ------ | ----------- | ------------------------ | ------- |
| Rwanie      | 153 kg | Shi Zhiyong | 28 czerwca 2002(dts)     | Izmir   |
| Podrzut     | 182 kg | Le Maosheng | 2 października 2002(dts) | Pusan   |
| Dwubój      | 327 kg | Kim Un-guk  | 30 lipca 2012(dts)       | Londyn  |

## Program
| Data                 | Godzina | Grupa   |
| -------------------- | ------- | ------- |
| 22 października 2013 | 14:00   | Grupa B |
| 22 października 2013 | 19:55   | Grupa A |

## Medaliści
| Konkurencja | Złoto          | Wynik | Srebro     | Wynik | Brąz              | Wynik |
| Rwanie      | Kim Un-guk     | 150   | Chen Lijun | 146   | Walentin Christow | 141   |
| Podrzut     | Óscar Figueroa | 177   | Chen Lijun | 175   | Walentin Christow | 170   |
| Dwubój      | Chen Lijun     | 321   | Kim Un-guk | 320   | Óscar Figueroa    | 316   |

## Wyniki
| Poz. | Zawodnik                | Reprezentacja  | Grupa | Waga  | Rwanie | Rwanie | Rwanie | Rwanie | Podrzut | Podrzut | Podrzut | Podrzut | Razem |
| Poz. | Zawodnik                | Reprezentacja  | Grupa | Waga  | 1      | 2      | 3      | Poz.   | 1       | 2       | 3       | Poz.    | Razem |
| ---- | ----------------------- | -------------- | ----- | ----- | ------ | ------ | ------ | ------ | ------- | ------- | ------- | ------- | ----- |
| 1.   | Chen Lijun              | Chiny          | A     | 61,72 | 138    | 143    | 146    | 2.     | 173     | 173     | 175     | 1.      | 321   |
| 2.   | Kim Un-guk              | Korea Północna | A     | 61,63 | 145    | 150    | 154    | 1.     | 170     | 173     | 173     | 4.      | 320   |
| 3.   | Óscar Figueroa          | Kolumbia       | A     | 61,92 | 135    | 139    | 141    | 4.     | 175     | 177     | 183     | 1.      | 316   |
| 4.   | Walentin Christow       | Azerbejdżan    | A     | 61,17 | 136    | 139    | 141    | 3.     | 170     | 176     | 176     | 3.      | 311   |
| 5.   | Francisco Mosquera      | Kolumbia       | A     | 61,48 | 130    | 130    | 135    | 6.     | 165     | 170     | 170     | 5.      | 295   |
| 6.   | Ivaylo Filev            | Bułgaria       | A     | 61,83 | 133    | 135    | 135    | 5.     | 160     | 164     | 165     | 8.      | 293   |
| 7.   | Majid Askari            | Iran           | A     | 61,35 | 128    | 132    | 133    | 8.     | 160     | 165     | 165     | 6.      | 288   |
| 8.   | Yoich Itokazu           | Japonia        | A     | 61,63 | 127    | 127    | 131    | 9.     | 160     | 160     | 167     | 7.      | 287   |
| 9.   | Ruslan Makarov          | Uzbekistan     | A     | 61,41 | 120    | 123    | 125    | 10.    | 151     | 155     | 160     | 9.      | 280   |
| 10.  | Thawatchai Phonchiangsa | Tajlandia      | B     | 61,82 | 115    | 117    | 119    | 12.    | 150     | 155     | 160     | 10.     | 274   |
| 11.  | Antonio Vázquez         | Meksyk         | B     | 61,66 | 110    | 115    | 118    | 16.    | 144     | 148     | 151     | 11.     | 266   |
| 12.  | Erik Herrera            | Ekwador        | B     | 61,59 | 114    | 114    | 114    | 17.    | 145     | 150     | 153     | 12.     | 264   |
| 13.  | Sethamizh Selvan Dilli  | Indie          | B     | 61,72 | 112    | 116    | 118    | 13.    | 140     | 145     | 147     | 13.     | 263   |
| 14.  | Iván García             | Hiszpania      | B     | 61,83 | 110    | 116    | 116    | 15.    | 135     | 140     | 145     | 14.     | 261   |
| 15.  | Noriyasu Ban            | Japonia        | B     | 61,38 | 112    | 115    | 117    | 14.    | 141     | 141     | 141     | 16.     | 258   |
| 16.  | Sakda Meeboon           | Tajlandia      | B     | 61,52 | 97     | 102    | 108    | 18.    | 135     | 140     | 144     | 15.     | 252   |
| —    | Ghenadie Dudoglo        | Mołdawia       | A     | 61,54 | 122    | 122    | 125    | 11     | 145     | 145     | 145     | —       | —     |
| —    | Ahmed Saad              | Egipt          | A     | 61,66 | 125    | 130    | 132    | 7      | 160     | 160     | 160     | —       | —     |
| DQ   | Tom Goegebuer           | Belgia         |       |       |        |        |        |        |         |         |         |         |       |
| DQ   | Alusine Mansaray        | Sierra Leone   |       |       |        |        |        |        |         |         |         |         |       |